# روبرت راگنار اسپانو
روبرت راگنار اسپانو (انگلیسی: Róbert Ragnar Spanó؛ زادهٔ ۲۷ اوت ۱۹۷۲) حقوقدان، قاضی و رئیس دادگاه حقوق بشر اروپا و ایتالیایی-ایسلندی است.او کار خود را در ۱۸ مه ۲۰۲۰ آغاز کرد و جانشین قاضی سیسیلیوس از یونان شد. قبل از شروع خدمت در دادگاه به طور موقت به عنوان بازرس پارلمانی ایسلند  و رئیس دانشکده حقوق، دانشگاه ایسلند خدمت کرده بود.

## تحصیلات
رابرت در ۲۷ اوت ۱۹۷۲ در ریکیاویک به دنیا آمد.  او از دانشگاه ایسلند در سال ۱۹۹۹۷ و  با ممتاز در حقوق اروپایی و حقوق تطبیقی از دانشگاه آکسفورد (کالج دانشگاه) در سال ۲۰۰۰ فارغ التحصیل شد. 

## شغل حرفه ای
اسپانو از سال ۱۹۹۷ تا ۱۹۹۸ به عنوان معاون قاضی دادگاه منطقه، مشاور حقوقی و سپس دستیار ویژه بازرس پارلمانی ایسلند کار کرد.اسپانو ریاست کمیته ای را برعهده داشت که وظیفه آن تهیه پیش نویس لایحه قانونی برای قانون ترافیک جدید در ایسلند بود.
در نوامبر ۲۰۰۶، سپانو به عنوان استاد تمام دانشکده حقوق منصوب شد. در سپتامبر ۲۰۰۷ او به عنوان معاون دانشکده حقوق در دانشگاه ایسلند انتخاب شد و متعاقباً به عنوان رئیس دانشکده انتخاب شد و از سال ۲۰۱۰ تا ۲۰۱۳ در این سمت خدمت کرد. 
دوره نه ساله او به عنوان قاضی دادگاه اروپایی حقوق بشر در۱ نوامبر ۲۰۱۳آغاز شد  و به عنوان نایب رئیس دادگاه اروپایی حقوق بشر برای دوره ۲۰۱۹-۲۰۲۰ انتخاب شد.

## دیدگاه
روبرت آثار زیادی در زمینه حقوق بشر، قانون اساسی، تفسیر قوانین و آیین دادرسی کیفری نوشته است.پس از اینکه سپانو در سپتامبر ۲۰۲۰ از ترکیه بازدید کرد و دکترای افتخاری را از دانشگاه استانبول به عنوان رئیس دادگاه حقوق بشر اروپا دریافت کرد،انتقادات شدیدی مبنی بر اینکه این اقدام با موضع و اصول دادگاه در تضاد است به او وارد شد.مهمت آلتان، روزنامه‌نگاری که با حکمی قانونی از دانشگاه استانبول اخراج و پس از ۲ سال حبس آزاد شد، در نامه‌ای سرگشاده خطاب به رئیس دادگاه حقوق بشر اروپا نوشت:«کسانی که به شما دکترای افتخاری خواهند داد، همان کسانی هستند که من را اخراج کردند.»

## زندگی شخصی
رابرت متاهل و دارای چهار فرزند است.روبرت قبل از اینکه حقوقدان شود یک بازیکن بولینگ آماتور خوش آتیه بود. او برنده مسابقات متعددی در داخل و خارج از کشور، هم در مسابقات انفرادی و هم در مسابقات تیمی شده است.